# Johnny Mercer (Politiker)

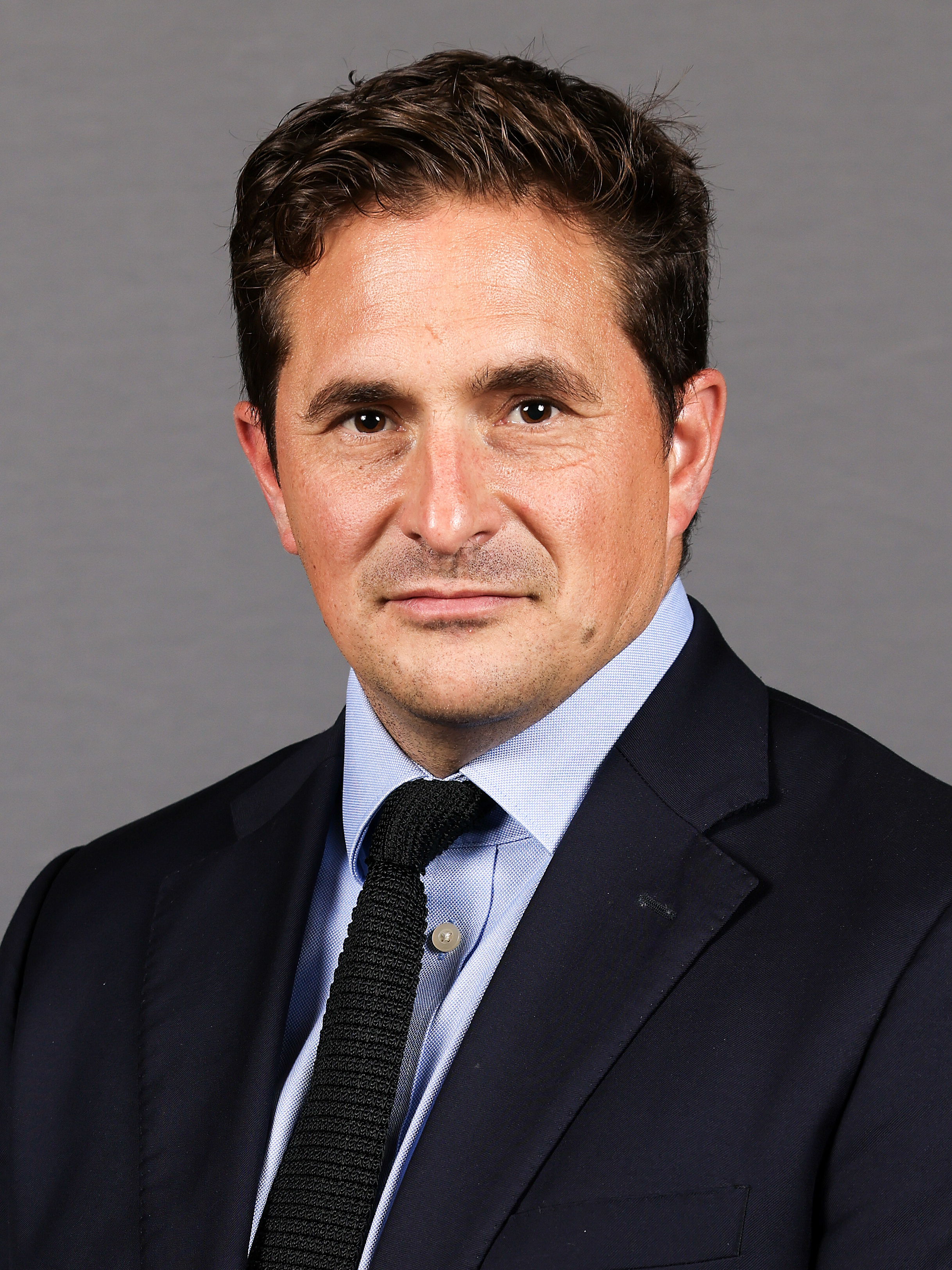
Johnny Mercer (25. Oktober 2022)

John „Johnny“ Luther Mercer, PC (* 17. August 1981 in Dartford, Kent, England) ist ein britischer Offizier der British Army und Politiker der Conservative Party, der unter anderem von 2015 bis 2024 Abgeordneter des Unterhauses (House of Commons) war sowie 2022 im Kabinett Boris Johnson II Staatsminister für Veteranenangelegenheiten im Kabinettsamt (Minister of State (Minister for Veterans’ Affairs), Cabinet Office) war. Von 2022 bis 5. Juli 2024 bekleidete er im Kabinett Sunak abermals den Posten als Staatsminister für Veteranenangelegenheiten im Kabinettsamt.

## Leben
John „Johnny“ Luther Mercer, Sohn eines Bankangestellten und einer Krankenschwester, litt seit seiner Kindheit an einer Zwangsstörung OCD (Obsessive-compulsive disorder). Er besuchte von 1995 bis 2000 das Eastbourne College und arbeitete anschließend zwischen 2000 und 2002 für die Stadtverwaltung der City of London. Im Anschluss begann er als Officer Cadet eine Offiziersausbildung an der Royal Military Academy Sandhurst und wurde nach deren Abschluss am 12. April 2003 als Leutnant (Second Lieutenant) als Soldat auf Zeit (Short Service Commission) in das 29 Commando Regiment Royal Artillery der British Army übernommen. Während seiner darauf folgenden Dienstzeit wurde er am 12. April 2005 zum Oberleutnant (Lieutenant) sowie am 12. April 2008 zum Hauptmann (Captain) befördert. Er diente während seiner zwölfjährigen Armeezeit in taktischen sowie strategischen Verwendungen und war an drei Kampfeinsätzen in Afghanistan beteiligt, bei denen er einer Spezialeinheit zugeteilt war. Er war außerdem Koordinator von Artillerie- und Luftangriffen zur Unterstützung von Bodenoperationen. Am 18. Dezember 2013 schied er aus dem aktiven Militärdienst.

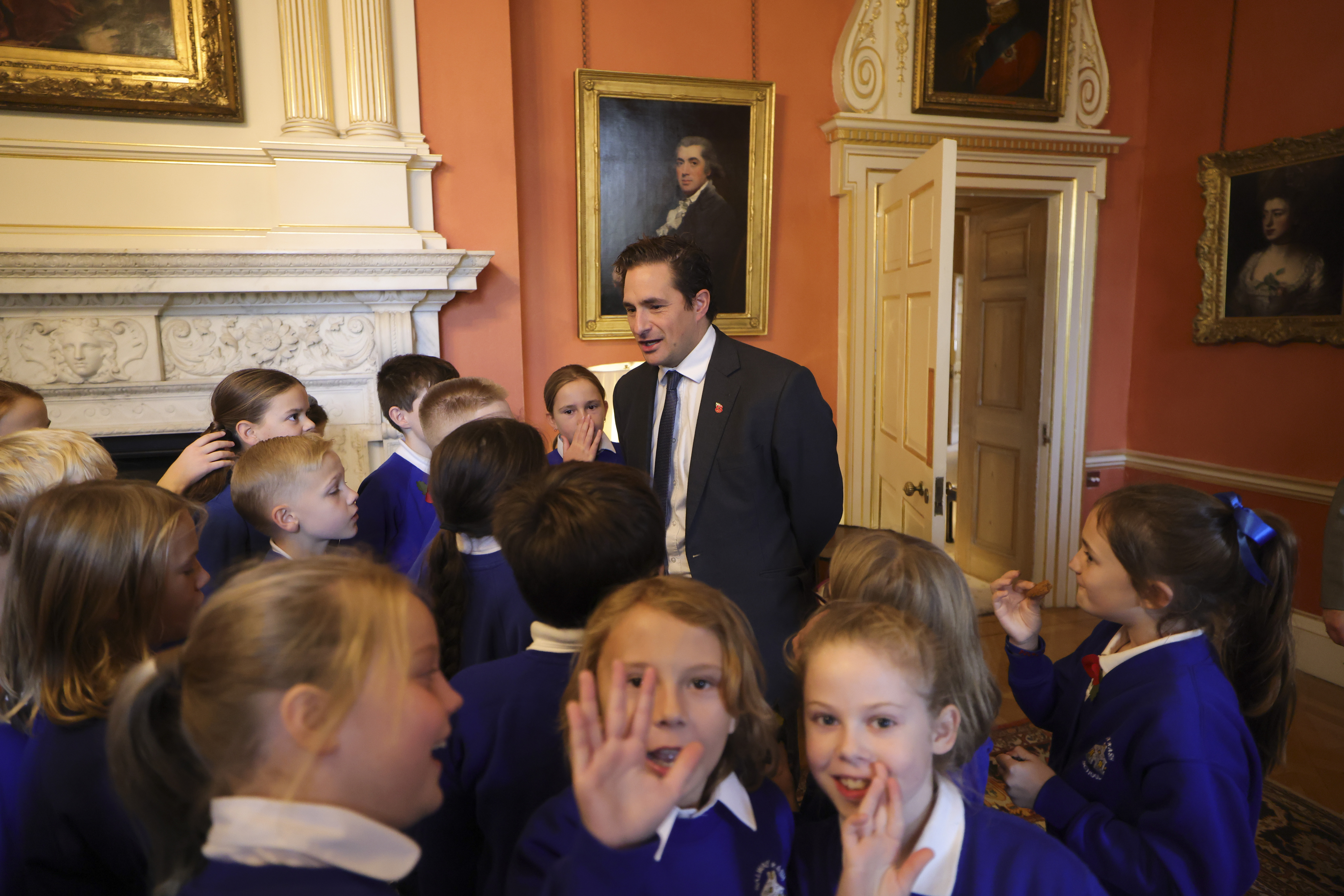
Johnny Mercer bei einer Veranstaltung mit Schulkindern (10. November 2023).

Im Oktober 2013 wurde Johnny Mercer von der Konservativen Partei ausgewählt, um im Wahlkreis Plymouth Moor View zu kandidieren. Es war insbesondere sein Unmut darüber, wie seine Kameraden aus Militärangehörigen und Veteranen von den damaligen Regierungen behandelt wurden, die ihn in die Politik trieb, obwohl er noch nie zuvor gewählt hatte. Der in Devon liegende Wahlkreis Plymouth Moor View umfasst den nördlichen Teil der Stadt Plymouth, einschließlich der Bezirke Budshead, Ham, Moor View, St. Budeaux und Southway. Die Grenzen dieses Sitzes wurden erstmals zur Unterhauswahl am 6. Mai 2010 festgelegt, der daraufhin von der Labour-Party-Politikerin Alison Seabeck gewonnen wurde. Bei der Unterhauswahl am 7. Mai 2015 wurde Mercer mit 37 Prozent in diesem Wahlkreis erstmals zum Abgeordneten des Unterhauses (House of Commons) gewählt und bei den Wahlen am 8. Juni 2017 mit 52 Prozent und am 12. Dezember 2019 mit 61 Prozent der Wählerstimmen jeweils wiedergewählt. Zu Beginn seiner Parlamentszugehörigkeit war er zwischen dem 6. Juli 2015 und dem 3. Mai 2017 Mitglied des Verteidigungsausschusses (Defence Committee) und wurde zugleich am 8. September 2015 Mitglied eines Unterausschusses für Verteidigung (Defence Sub-Committee), dessen Vorsitzender er vom 4. Mai 2016 bis zum 3. Mai 2017 war. Beim EU-Referendum am 23. Juni 2016 zum EU-Austritt des Vereinigten Königreichs (Brexit) stimmte er für den Verbleib in der Europäischen Union (EU). Anschließend war er zwischen dem 11. September 2017 und dem 6. November 2019 Mitglied des Ausschusses für Gesundheit und Soziales (Health and Social Care Committee) sowie erneut Mitglied des Verteidigungsausschusses und des Unterausschusses für Verteidigung. 2018 übernahm er eine ehrenamtliche Funktion bei der Crucial Academy, die sich auf die Ausbildung ehemaliger Militärangehöriger spezialisiert hat, um die notwendigen Fähigkeiten zu erwerben, um in Beschäftigungspositionen im Bereich Cybersicherheit eingesetzt zu werden. Dies war eine Gelegenheit für ihn, Veteranen tatsächlich beim Übergang vom Militär in die Zivilbeschäftigung zu unterstützen. Des Weiteren engagierte er sich als Vorsitzender der überparteilichen Gruppe für psychische Gesundheit. In seinen Funktionen und Positionen bezieht er sich regelmäßig auf seine eigenen Erfahrungen, um den dringend benötigten Wandel rund um das Stigma psychischer Erkrankungen und die Gleichwertigkeit von geistiger und körperlicher Gesundheit voranzutreiben.

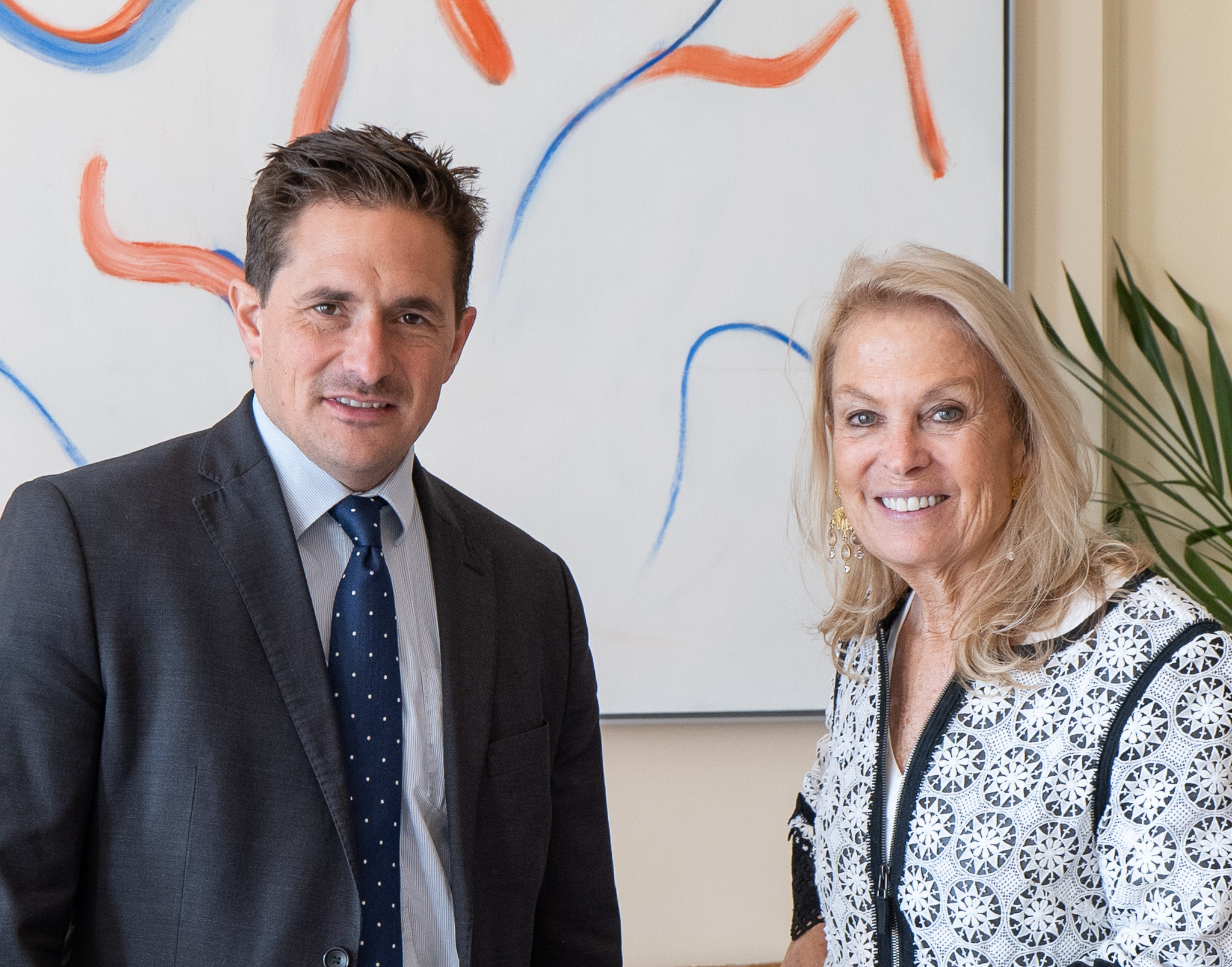
Mercer bei einem Treffen mit der US-Botschafterin im Vereinigten Königreich Jane D. Hartley (24. Mai 2023).

Mercer unterstützte die Kandidatur von Boris Johnson zur Wahl zum Parteiführer (Leader) der Conservative Party am 23. Juli 2019 und war daraufhin vom 28. Juli 2019 bis zum 20. April 2021 Parlamentarischer Staatssekretär für Militärpersonal und Veteranen im Verteidigungsministerium (Parliamentary Under-Secretary of State at the Ministry of Defence (Minister for Defence People and Veterans). Er ist zugleich seit dem 25. Februar 2021 Mitglied des Sonderausschusses für den Gesetzentwurf für die Streitkräfte (Ausschuss für den Gesetzentwurf der Streitkräfte). Am 7. Juli 2022 übernahm er im Kabinett Boris Johnson II erstmals den Posten als Staatsminister für Veteranenangelegenheiten im Kabinettsamt (Minister of State (Minister for Veterans’ Affairs), Cabinet Office) und hatte dieses bis zum Ende der Amtszeit des zweiten Kabinetts Johnson am 6. September 2022 inne. Ferner wurde er 2022 auch Mitglied des Privy Council PC), ein politisches Beratungsgremium des britischen Monarchen. Nachdem er dem darauf folgenden Kabinett Truss nicht angehörte, übernahm er am 25. Oktober 2022 im Kabinett Sunak abermals den Posten als Staatsminister für Veteranenangelegenheiten im Kabinettsamt und ist als solcher unter anderem zuständig für alle Veteranenthemen sowie die regierungsübergreifende Unterstützung für Pflegeverhältnisse.
Bei der britischen Unterhauswahl 2024 verlor er seinen Sitz im Parlament an Fred Thomas von der Labour Party.
Aus seiner Ehe mit Felicity gingen zwei Kinder hervor.